# Skultorps församling
Skultorps församling är en församling i Billings kontrakt i Skara stift. Församlingen ligger i Skövde kommun i Västra Götalands län och ingår i Skövde pastorat.

## Administrativ historik
Församlingen bildades 2010 genom sammanslagning av Sjogerstad-Rådene församling, Häggums församling, Norra Kyrketorps församling och utgjorde till 2019 ett eget pastorat. Sedan 2019 ingår församlingen i Skövde pastorat.

## Kyrkor
- Hagelbergs kyrka
- Häggums kyrka
- Norra Kyrketorps gamla kyrka
- Norra Kyrketorps kyrka
- Sjogerstads kyrka